# Ліга чемпіонів КОНКАКАФ 2020
Ліга чемпіонів КОНКАКАФ 2020 (офіційно англ. 2020 Scotiabank CONCACAF Champions League) — 55-й турнір між найкращими клубами Північної, Центральної Америки та Карибського басейну і 12-й у теперішньому форматі. Переможець турніру, мексиканський УАНЛ Тигрес отримав право зіграти у Клубному чемпіонаті світу 2020.

## Формат і учасники
В турнірі брали участь 16 клубів із 8 асоціацій. 9 клубів представляли Північну Америку, 6 - Центральну Америку, 1 - Карибський басейн.
| Раунд      | Перший матч        | Повторний матч    |
| ---------- | ------------------ | ----------------- |
| 1/8 фіналу | 19–21 лютого 2020  | 26-28 лютого 2020 |
| 1/4 фіналу | 11-13 березня 2020 | 16-17 грудня 2020 |
| 1/2 фіналу | 20 грудня 2020     | 20 грудня 2020    |
| Фінал      | 23 грудня 2020     | 23 грудня 2020    |

## 1/8 фіналу
| Команда 1               | Заг.         | Команда 2       | 1-й матч | 2-й матч |
| ----------------------- | ------------ | --------------- | -------- | -------- |
| 19/26 лютого 2020       |              |                 |          |          |
| Портмор Юнайтед         | 1:6          | Крус Асуль      | 1:2      | 0:4      |
| Мотагуа                 | 1:4          | Атланта Юнайтед | 1:1      | 0:3      |
| 19/28 лютого 2020       |              |                 |          |          |
| Леон                    | 2:3          | Лос-Анджелес    | 2:0      | 0:3      |
| 20/27 лютого 2020       |              |                 |          |          |
| Альянса (Сан-Сальвадор) | 4:5          | УАНЛ            | 2:1      | 2:4      |
| Депортіво Сапрісса      | 2:2 (ч)      | Монреаль Імпакт | 2:2      | 0:0      |
| Комунікасьйонес         | 2:2 пен. 3:5 | Клуб Америка    | 1:1      | 1:1      |
| 21/27 лютого 2020       |              |                 |          |          |
| Сан-Карлос              | 3:6          | Нью-Йорк Сіті   | 3:5      | 0:1      |
| 21/28 лютого 2020       |              |                 |          |          |
| Олімпія                 | 4:4 пен. 4:2 | Сіетл Саундерз  | 2:2      | 2:2      |

## 1/4 фіналу
| Команда 1                 | Заг.    | Команда 2       | 1-й матч | 2-й матч |
| ------------------------- | ------- | --------------- | -------- | -------- |
| 11 березня/16 грудня 2020 |         |                 |          |          |
| Монреаль Імпакт           | 2:2 (ч) | Олімпія         | 1:2      | 1:0      |
| 12 березня/16 грудня 2020 |         |                 |          |          |
| Нью-Йорк Сіті             | 0:5     | УАНЛ            | 0:1      | 0:4      |
| 12 березня/17 грудня 2020 |         |                 |          |          |
| Клуб Америка              | 3:1     | Атланта Юнайтед | 3:0      | 0:1      |
| 17 грудня 2020            |         |                 |          |          |
| Лос-Анджелес              | 2:1     | Крус Асуль      | 2:1      | :        |

## 1/2 фіналу
| Команда 1      | Рахунок | Команда 2    |
| -------------- | ------- | ------------ |
| 20 грудня 2020 |         |              |
| УАНЛ           | 3:0     | Олімпія      |
| Лос-Анджелес   | 3:1     | Клуб Америка |

## Фінал
| 23 грудня 2020 05:00 (EEST) |

| УАНЛ                | 2:1      | Лос-Анджелес |
| ------------------- | -------- | ------------ |
| Аяла 72' Жиньяк 84' | Протокол | Россі 61'    |

| Експлорія Стедіум, Орландо Глядачів: 0 Арбітр: Маріо Ескобар |